# Nektaría Panayí
Nektaria Panayí (en grec moderne, Νεκταρία Παναγή, Nektaría Panagí̱; née le 20 mars 1990 à Larnaca) est une athlète chypriote, spécialiste du saut en longueur.

## Carrière
Son meilleur saut est de 6,56 m à La Canée en 2012. Elle remporte la médaille d'or lors des Jeux méditerranéens de 2013 à Mersin avec 6,51 m. Elle saute 6,62 m à Larnaca sa ville natale le 12 juin 2015.
Elle échoue pour 3 centimètres à entrer en finale des Championnats du monde de Londres en août 2017.
Le 24 août 2017, elle remporte la médaille d'argent de l'Universiade de Taipei avec 6,42 m.

## Palmarès
| Date | Compétition                       | Lieu       | Résultat | Marque |
| ---- | --------------------------------- | ---------- | -------- | ------ |
| 2013 | Jeux méditerranéens               | Mersin     | 1re      | 6,51 m |
| 2014 | Jeux du Commonwealth              | Glasgow    | 7e       | 6,33 m |
| 2016 | Championnats des Balkans          | Pitești    | 1re      | 6,49 m |
| 2017 | Championnats d'Europe par équipes | Tel Aviv   | 2e       | 6,40 m |
| 2017 | Championnats du monde             | Londres    | 13e      | 6,43 m |
| 2017 | Universiade                       | Taipei     | 2e       | 6,42 m |
| 2018 | Jeux du Commonwealth              | Gold Coast | 6e       | 6,44 m |
| 2018 | Jeux méditerranéens               | Tarragone  | 4e       | 6,61 m |
| 2018 | Championnats d'Europe             | Berlin     | 11e      | 6,29 m |
| 2019 | Championnats d'Europe par équipes | Varazdin   | 2e       | 6,32 m |

## Records
| Épreuve          | Épreuve   | Marque | Lieu   | Date            |
| ---------------- | --------- | ------ | ------ | --------------- |
| Saut en longueur | Plein air | 6,72 m | Argos  | 4 juillet 2018  |
| Saut en longueur | En salle  | 6,15 m | Liévin | 19 février 2020 |